# Pulau Keramian
Pulau Keramian är en ö i Indonesien.   Den ligger i provinsen Kalimantan Selatan, i den västra delen av landet, 900 km öster om huvudstaden Jakarta. Arean är 10,7 kvadratkilometer.
Terrängen på Pulau Keramian är platt. Öns högsta punkt är 55 meter över havet. Den sträcker sig 6,1 kilometer i nord-sydlig riktning, och 2,7 kilometer i öst-västlig riktning.